# Skattelängd
Skattelängd eller skattskrivningslängd var längder över den skattskyldiga befolkningen och den skatt befolkningen erlade. De äldsta svenska skattelängderna upprättades under 1530-talet i samband med Gustav Vasas skattläggningar och tiondesättningar (förrättningar och beslut om att beskatta hemman och jord som tidigare inte varit beskattade).
Tidiga exempel på rikstäckande skattelängder är Älvsborgs lösen 1571 och 1613. Det var en personlig förmögenhetsskatt på metaller och boskap som utfärdades för att vid två tillfällen lösa tillbaka fästningen Älvsborg från Danmark.
Historiskt upprättades särskilda mantalslängder varje år över personer som behövde betala mantalspenningar. Det finns för vissa år även avkortningslängder med information om personer som av olika skäl var undantagna från mantalspenningen eller fick skattlindring. I de kamerala arkiven finns även jordeböcker med förteckningar över jordegendomar som utgjorde underlag för beskattning.
Skattelängderna har varit viktiga i ortnamnsforskningen då de ger tidiga belägg för ortnamn och bevarade skattläggningsakter innefattar tidiga förteckningar över byar och andra orter i varje socken. En del släktforskare använder skattelängder som komplement till forskning i kyrkböckerna, som var kyrkans folkbokföring.